# Historický film

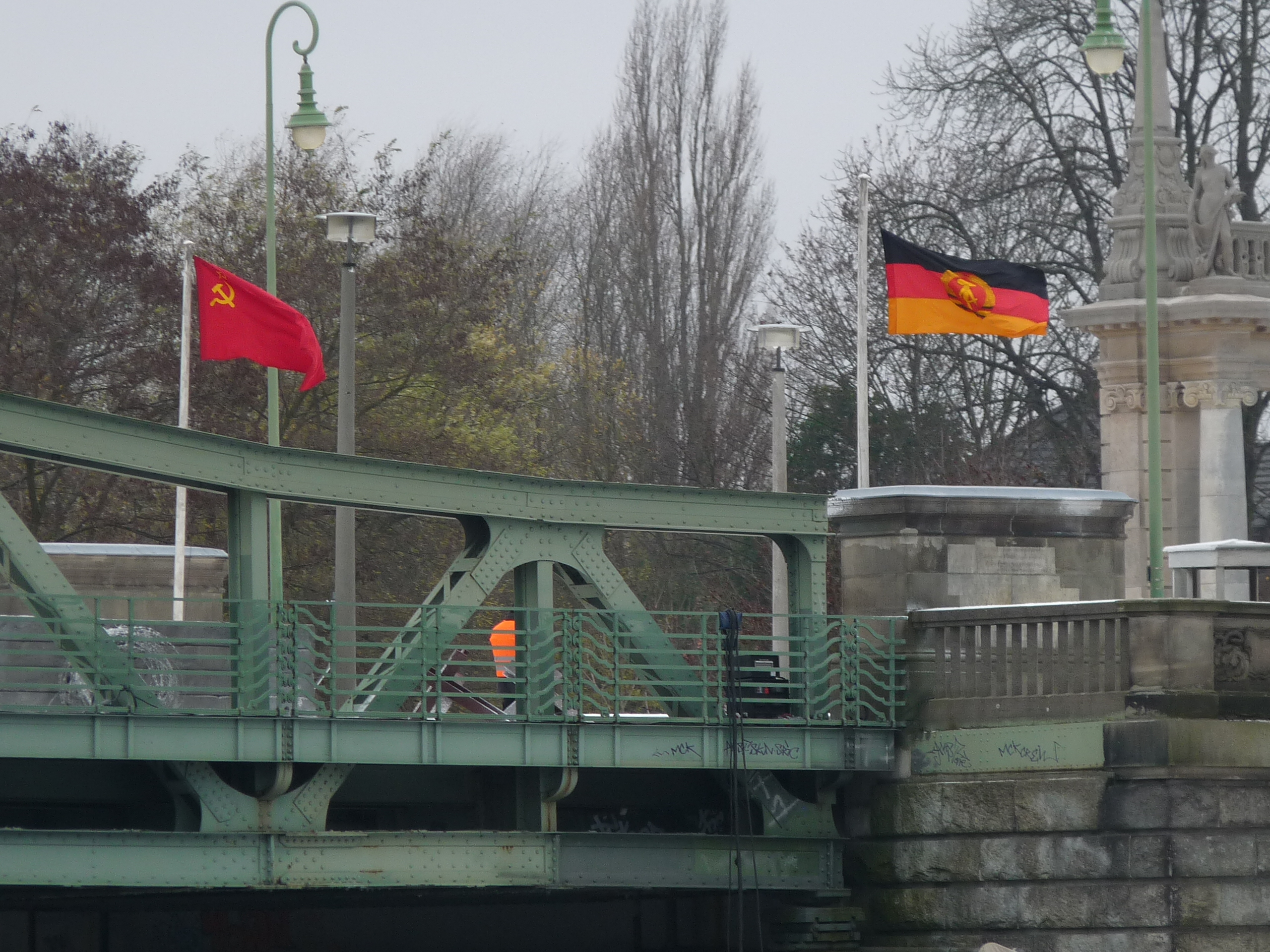
Scéna pro Most špionů (2015) pojednávající o výměně špionů na mostě Glienicker Brücke (Berlín, 1962).

Historický film je filmový žánr vykreslující skutečné události. Oproti dokumentům je obvykle zpracován čistě jako příběh bez vysvětlování událostí vypravěčem (chybí voiceover), oproti docudrama nebo filmů na motivy skutečných událostí se ale snaží primárně zachytit atmosféru nebo události dané periody.

## Historii nejvěrnější historické filmy
Podle serveru ScreenRant.com mezi filmy, kterým se historickou situaci podařilo vystihnout nejlépe, patří:

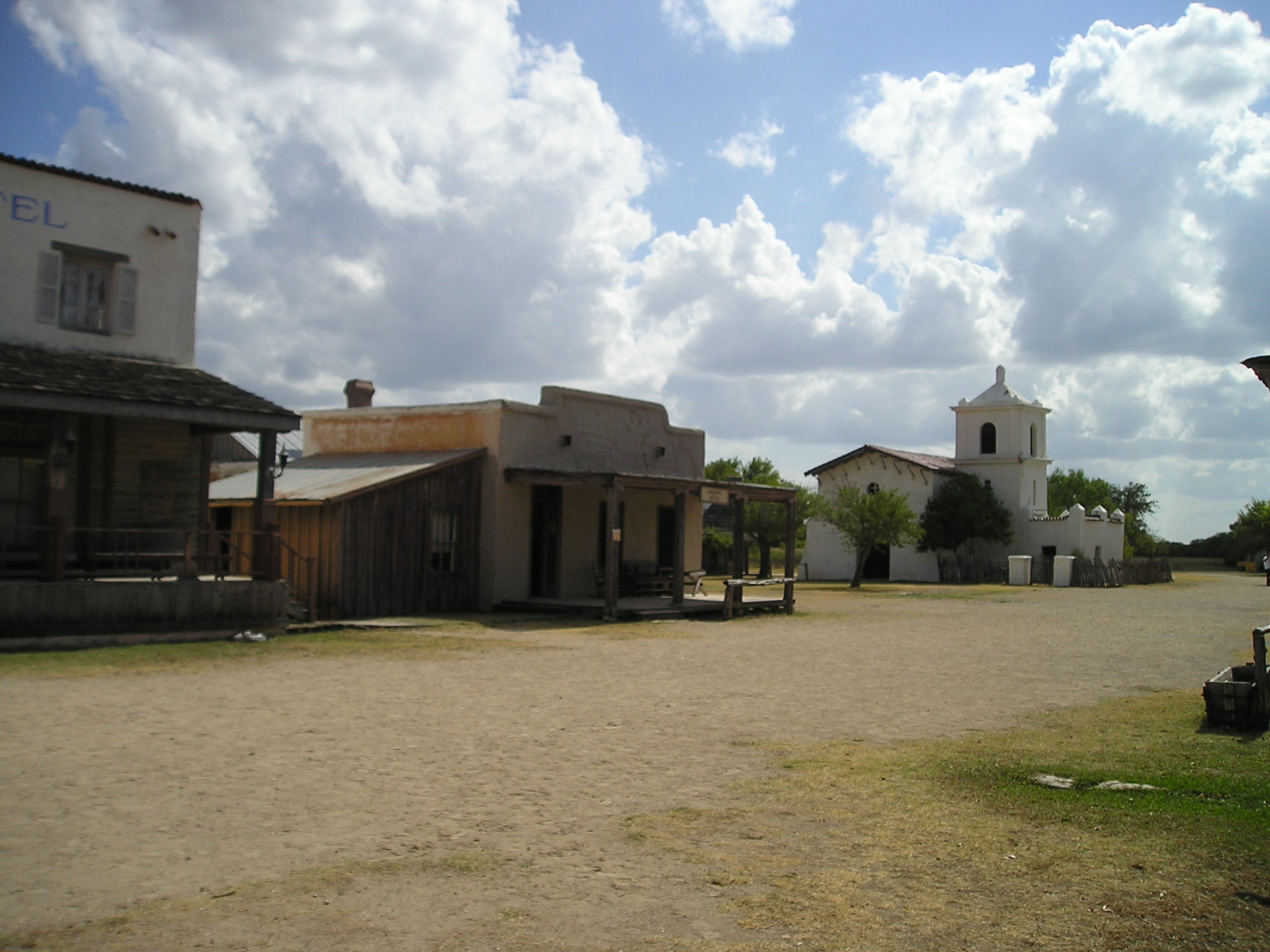
Ulice v "Alamo Village", zábavním parku postaveném pro natáčení filmu o bitvě o Alamo.

- Apollo 13 (1995)
- Schindlerův seznam (1993)
- Gettysburg (1993)
- Pád Třetí říše (2004)
- Zkáza Titaniku (1958)
- Jdi a dívej se (1985)
- Poslední císař (1987)
- Lincoln (2012)
- Stalingrad (1993)
- Ponorka (1981)
- Lev v zimě (1968)

## Nejlepší historické filmy
Podle hodnocení uživatelů serveru ČSFD.cz (k lednu 2017) jsou mezi nejlepšími historickými filmy:
| 1.  | Schindlerův seznam (1993)            | 92,3% | 60144 hodnocení |
| 2.  | Zachraňte vojína Ryana (1998)        | 88,9% | 69964 hodnocení |
| 3.  | Gladiátor (2000)                     | 88,2% | 73496 hodnocení |
| 4.  | Statečné srdce (1995)                | 88,0% | 61412 hodnocení |
| 5.  | Kladivo na čarodějnice (1969)        | 87,7% | 27195 hodnocení |
| 6.  | Černý jestřáb sestřelen (2001)       | 86,6% | 50946 hodnocení |
| 7.  | Velký útěk (1963)                    | 86,3% | 11654 hodnocení |
| 8.  | Císařův pekař a pekařův císař (1951) | 86,0% | 46303 hodnocení |
| 9.  | Těžká váha (2005)                    | 86,0% | 17666 hodnocení |
| 10. | Ip Man (2008)                        | 85,9% | 18544 hodnocení |